# Sípia de punxa
La sípia de punxa (Sepia orbignyana) és una espècie de mol·lusc cefalòpode de la família Sepiidae, és nativa del sud-est de l'oceà Índic. Es troba també a la mar Mediterrània i al Mar Roig, principalment sobre fons de fang a 50 m de fondària. Es una espècie comestible i comercialitzada.
El mantell de la sípia de punxa arriba a fer 12 cm. Presenta 4 fileres de ventoses als tentacles, malgrat que cap a la seva presenta dues fileres en forma de ziga-zaga.
L'espècimen tipus va ser obtingut al Golf de Biscaia, França. Està dipositat al Museu Nacional d'Història Natural a París.